# Amizour
Amizour ou Oued-Amizour (em árabe: اميزور) é uma comuna localizada na província de Bugia, Argélia. Segundo o censo de 2008, a população total da cidade era de 37 562 habitantes.